# Беф бургіньйон
Беф бургіньйо́н (фр. bœuf bourguignon, МФА: [bœf buʁɡiɲɔ̃]) — «яловичина по-бургундськи») — французька страва. Готується з обсмажених до коричневого відтінку шматочків яловичини, які повільно тушкуються в ароматному винному соусі на яловичому бульйоні (фонді), із додаванням часнику, цибулі, шалоту, моркви, печериць та спецій.

## Історія
Беф бургіньйон є однією із численних селянських страв, які з часом увійшли до «високої кухні». Швидше за все, потреба тушкувати яловичину у винному соусі виникла в ті часи, коли м'ясо було дуже жорстким і просте смаження було недостатнім. За довгі роки рецепт цієї страви зазнав істотних змін, зокрема через відмінності продуктів харчування.

## Приготування
Для приготування «Беф бургіньйону» найкраще підійде ялове м'ясо: кострець або частина задньої шинки, і далі: шия, товстий край, філе, огузок. Для 2–3 персон потрібно 0,5 кг яловичини без костей і жиру, для 6 персон — 1,3 кг. М'ясо нарізують кубиками 5 см і обов'язково витирають насухо, інакше не зарум'яниться.
Для приготування «Беф бургіньйону» використовують виключно молоде червоне сухе бургундське вино (з винограду сорту Піно-нуар).
Час приготування займає 3–4 години повільного тушкування, залежно від якості та м'якості яловичини. Готується на відкритому вогні і в духовці (переважно).
Головним в готуванні «Беф бургіньйону» є правильне обжарювання яловичини, правильна густа консистенція винного соусу, точний час готування.

### Інгредієнти
1 кг 300 г яловичини (нарізаної кубиками 5 см), 170 г бекону, 1 нашаткована морква, 1 нашаткована ріпчаста цибуля, 1 ст. л. оливкової олії, 1 ч. л. солі, ¼ ч. л. чорного меленого перцю, 2 ст. л. борошна, 8–24 маленькі цибулинки (шалот) тушковані в бульйоні до коричневого відтінку, 450 г нарізаних на четвертинки свіжих печериць, обсмажених у вершковому маслі.

### Соус
0,750 л молодого червоного бургундського вина, 0,500-0,750 л коричневого м'ясного бульйону (на яловичій кістці), 1 ст. л. томатної пасти, 2 зубчики роздушеного часнику, 1/2 ч. л. чебрецю, покришений лавровий лист, бланшована шкіра бекону, 1 пучок петрушки.

### Технологія

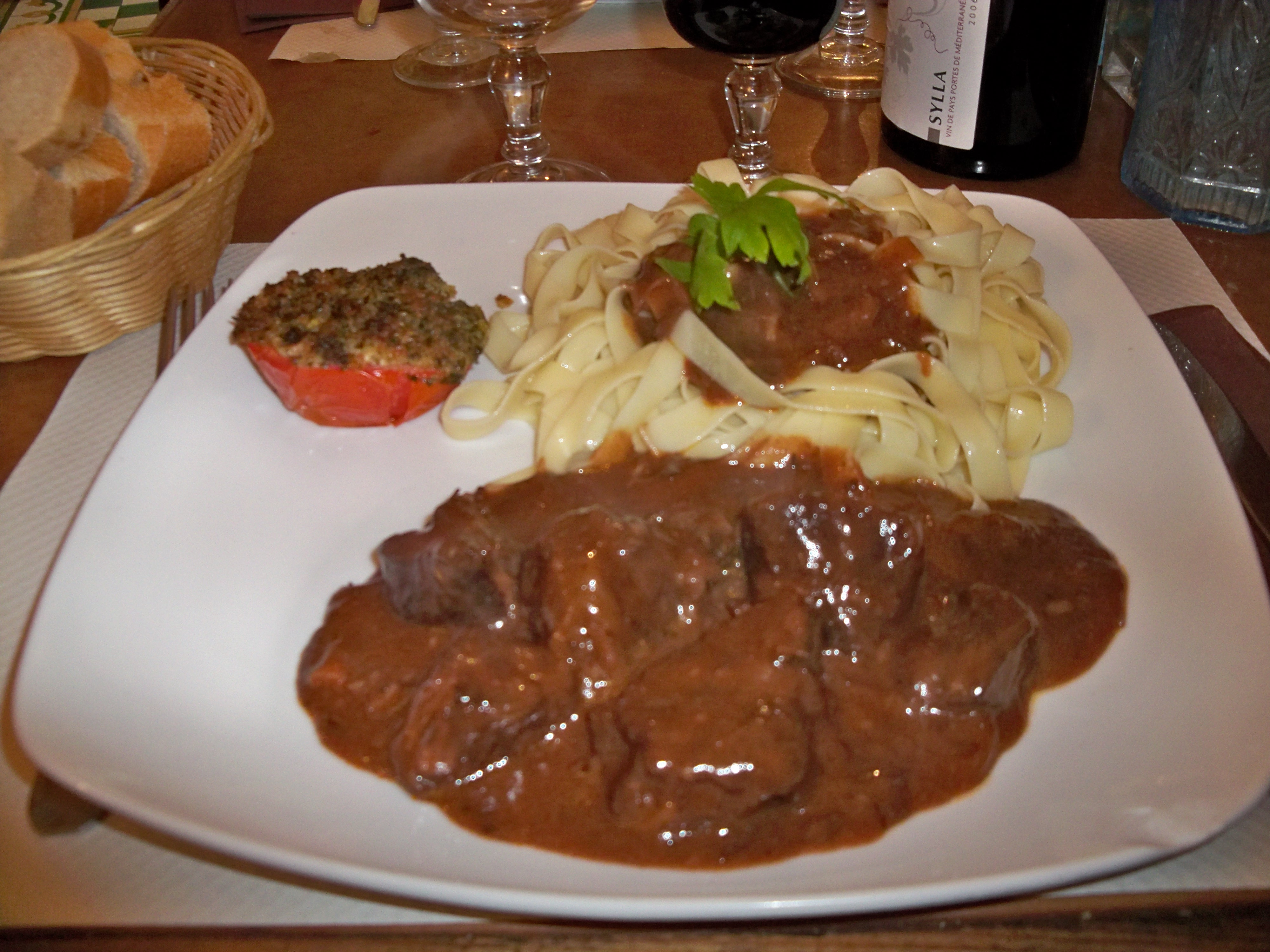
Беф бургіньйон

З бекону знімають шкіру та нарізують його «брусками» (6 мм завтовшки і 3,8 см завдовжки). Шкіру і сам бекон повільно варять 10 хвилин в 1,5 л води, потім обсушують.
Духовку розігрівають до 230 °C.
Обсмажують бекон в вершковому маслі на середньому вогні 2–3 хвилини, поки він не стане злегка коричневим. Виймають шумівкою і викладають на тарілку.
У жир, в якому смажився бекон додають оливкову олію і розігрівають поки жир не почне диміти. Тоді смажать насухо витерті шматочки яловичини в декілька прийомів, поки вони добре не зарум'яняться з усіх боків. Викладають яловичину до бекону.
У тому ж самому жиру засмажують овочі (моркву і цибулю).
Засмажену яловичину і бекон викладають в вогнетривку каструлю: посипають сіллю та перцем, потім посипають борошном і струшують, щоб яловичина покрилася борошном з усіх боків. Відкриту каструлю кладуть в середину прогрітої духовки на 4 хвилини. М'ясо перемішують і знову ставлять в духовку ще на 4 хвилини. Таким чином борошно підрум'яниться, і м'ясо покриється ніжною шкірочкою. Каструлю виймають з духовки і зменшують температуру духовки до 160 °C.
Виливають вино і достатню кількість бульйону, щоб м'ясо було ледь-ледь покрите. Додають томатну пасту, часник, чебрець і шкіру бекону. На плиті доводять до кипіння. Потім накривають каструлю кришкою і ставлять в нижню третину прогрітої духовки. Температуру духовки виставляють так, щоб рідина ледве кипіла і залишають на 3–4 години. М'ясо готове, коли виделка легко простромлює його.
Поки готується м'ясо, обсмажують до рум'яного цибулю шалот і печериці та відставляють збоку.
Коли м'ясо стало достатньо м'яким,  вміст каструлі виливають через друшляк в рондель. Каструлю ополіскують та викладають назад яловичину і бекон, зверху кладуть смажені цибулю шалот та печериці.
Знімають жир з соусу в ронделі. Повільно кип'ятять соус 1–2 хвилини, знімаючи жир. В результаті отримують 0,625 л густого соусу (повинен обволікати тильну сторону ложки). Якщо соус виходить занадто рідкий, його варять до потрібної густини. Якщо ж соус занадто густий, додають декілька столових ложок бульйону. Готовий соус виливають в каструлю до м'яса.
Каструлю накривають і повільно кип'ятять вміст 2–3 хвилини, кілька разів перемішують соус з овочами і м'ясом.
Традиційно з «Беф бургіньйоном» подають варену картоплю, а також макарони з вершковим маслом або рис, можливі також боби з вершковим маслом. Прикрашають гілочками зеленої петрушки.
До «Беф бургіньйону» подають молоде червоне вино: «Божоле», «Кот-дю-Рон», «Бордо», «Сент-Емільйон» або будь-яке інше бургундське вино.